# Nemesia sinensis
Nemesia sinensis är en spindelart som beskrevs av Pocock 1901. Nemesia sinensis ingår i släktet Nemesia och familjen Nemesiidae. Inga underarter finns listade i Catalogue of Life.